# Струков, Дмитрий Петрович
Дмитрий Петрович Струков (1864—1920) — русский военный историк и музейный деятель. Генерал-майор Главного артиллерийского управления. Внёс свой весомый вклад в пополнение музейных коллекций, их изучение и описание, и в целом — в дальнейшее развитие музейного дела в России. 
Младший брат Александра Петровича и Анания Петровича Струковых.

## Биография

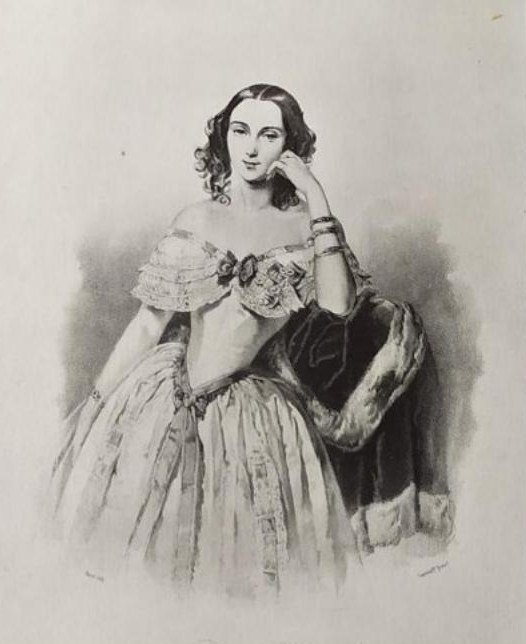
Анна Алексеевна, мать

Родился в Тульской губернии 4 (16) апреля 1864 года в семье потомственных дворян. Отец — Пётр Ананьевич Струков; мать — фрейлина Анна Алексеевна Арбузова (1820—1882), дочь А. Ф. Арбузова.
Начальное образование получил в Орловской Бахтина военной гимназии и, как один из лучших её выпускников, продолжил образование в 3‑м Александровском военном училище, окончил которое в 1884 году по первому разряду. Был выпущен подпоручиком в 10-ю артиллерийскую бригаду. В 1887 году Струков обратился к заведующему Артиллерийским историческим музеем генерал-майору Н. Е. Бранденбургу и вскоре был назначен помощником заведующего музея.
Поручик с 14 августа 1888 года, штабс-капитан с 15 июля 1894 года. С 4 октября 1894 года состоял в распоряжении Главного артиллерийского управления (ГАУ); произведён в капитаны 19 июля 1898 года. Со 2 сентября 1898 года состоял обер-офицером для особых поручений при ГАУ, с 3 мая 1901 года — штаб-офицер для особых поручений при ГАУ. После смерти Н. Е. Бранденбурга 11 сентября 1903 года был назначен заведующим Артиллерийским музеем и оставался в этой должности до 16 июля 1912 года; с 1912 до 1919 года — начальник Артиллерийского исторического музея; подполковник (21.08.1905), полковник (06.12.1908 — за отличие), генерал-майор (06.12.1914 — за отличие). Одновременно, со времени основания и до 12 января 1916 года возглавлял петроградскую военно-цензурную комиссию; был отстранён от управления распоряжением генерала Плеве. В 1916 году занимался от имени Георгиевского комитета организацией в музее выставки трофеев Первой мировой войны.
Был одним из учредителей Императорского Русского военно-исторического общества. Работа на посту секретаря Совета общества в течение 1907—1917 гг. была высоко оценена присвоением Струкову золотого знака общества.
Был также видным членом Императорского Российского пожарного общества; c декабря 1893 года состоял секретарём общества, с 1894 года — редактор журнала «Пожарное дело». C 1898 года был председателем распорядительного комитета и членом Главного управления Общества Голубого Креста. Комиссия под председательством Струкова разработала Положение о местных отделах общества, что впоследствии способствовало объединению местных пожарных организаций различного типа. Под его редакцией с 1899 года издавался ежегодник общества под названием «Пожарный календарь». 
В 1917 году перенёс тяжелый апоплексический удар. Умер в 1920 году.

## Награды
- орден Св. Станислава 2-й ст. (1899)
- орден Св. Анны 2-й ст. (1902)
- орден Св. Владимира 4-й ст. (1903)
- орден Св. Владимира 3-й ст. (1913)
- орден Св. Станислава 1-й ст. (ВП 30.05.1914)
- орден Св. Анны 1-й ст. (ВП 22.03.1915)
- орден Св. Владимира 2-й ст. (2-е доп. к ВП 30.07.1915).